# イナズマイレブン アレスの天秤
『イナズマイレブン アレスの天秤』（イナズマイレブン アレスのてんびん）は、OLM制作の日本のテレビアニメ。2018年4月6日から9月28日までテレビ東京系列で放送された。「イナズマイレブンシリーズ」のテレビアニメとしては5作目となる。「明日人編」と呼称されることもある。
キャッチコピーは「てっぺん目指すぜ！超次元サッカー試合開始（キックオフ）!!」。
総監督・原案・シリーズ構成の日野晃博によると、「アレスの天秤」というタイトルは、軍神アレスと人の力量をはかる天秤をかけ合わせみたといい、「コイツは何で戦えるのか？」と、人の価値や能力を量って見極めようとするプログラムのイメージであったという。
2018年8月26日に行われた『イナズマイレブンフェス2018+日本代表発表会』で続編『イナズマイレブン オリオンの刻印』が発表された。

## 概要
1作目『イナズマイレブン』で雷門イレブンがフットボールフロンティアで優勝した後、ストーリーが「脅威の侵略者編」へ進まなかったパラレルワールドとなっている。そのため、物語の分岐でパラレルワールドの分かれ目となるもう一つの第27話『イナズマイレブン Reloaded』が2018年1月21日にイベント上映された。
本作はシリーズ初となる複数主人公方式となっている。日野によると、主人公を3人にしたのはせっかく『イナズマイレブン』を新しく作るなら、今までにない試みをしてみたいと思ったからだという。なお、従来のシリーズ通りメインキャラクターを3人にすることは当初から決まっていた。
前作『イナズマイレブンGO ギャラクシー』に続いてアイキャッチはAパートのみとなっており、本作からはオープニングコールと提供読みと次回予告の締め台詞である「これが超次元サッカーだ！」が廃止されている。これまでのシリーズと同様に、次回予告後に作中のセリフを用いた「今日の格言」が紹介される。
日野は、本当はもっとしっかり修行シーンを描きたいが、他にも描きたいドラマがあるので泣く泣く削っているとシリーズ10周年を記念したインタビューで語っており、一つ一つの試合をもう少ししっかり掘り下げたったが、限られた尺の中でたくさんの選手たちを見せたいというが気持ちがあり、そこがジレンマであったと『アニメージュ』2018年10月号のインタビューで本作を振り返っている。

## 沿革
2016年7月27日に制作発表されたゲームと共にテレビアニメ化が決定しており、同時点では2017年夏放送開始と発表されたが、2017年3月27日に同年10月へと変更、8月19日に2018年春と変更が発表された。
2018年1月21日にサイトがオープンし、キービジュアルが公開された。
テレビ放映に先駆け、2018年1月21日開催のイベント『イナズマイレブン大復活祭』で第1話と第2話を特別編集した「旅立ちの特別編」が上映された。
番組初回となる2018年4月6日に「待望のキックオフ！爆熱1時間スペシャル」として放送され、ナレーションは有本欽隆が担当した。
第12話までの総集編が2018年6月26日に『15分でわかる『イナズマイレブン アレスの天秤』特別総集編』のタイトルでYouTubeで配信され、第26話までの総集編が続編『オリオンの刻印』第14話で放送された。
2018年8月26日に行われた『イナズマイレブンフェス2018+日本代表発表会』で続編『イナズマイレブン オリオンの刻印』が発表された。

## プロモーション

### パイロットフィルム
キャストはいずれも本作と同様であるが、パイロットフィルム第2弾のみ坂野上昇役を沢城みゆきが担当している。テーマソングはpugcat'sの「てっぺんへダッシュ！」が使用された。
ゲーム&アニメーション パイロットフィルム
2016年7月27日に開催された『LEVEL5 VISION 2016 -NEW HEROES-』で公開。
「イナズマイレブン アレスの天秤」超新作映像「フットボールフロンティア編」
2017年3月24日に配信された『イナズマウォーカー Vol.4』で公開。

#### スタッフ（パイロットフィルム）
- 総監督・原案・脚本 - 日野晃博
- 監督・絵コンテ - かまくらゆみ
- 演出 - 鳥井聖美 （第1弾）、かまくらゆみ（第2弾）
- キャラクターデザイン - 長野拓造
- キャラクターデザイン・作画監督 - 日下部智津子（第1弾）、池田裕治（第2弾）
- アートコンセプト - 荒川政子
- 撮影監督 - 柚木脇達己
- 編集 - 小野寺絵美
- 音楽 - 光田康典
- アニメーション制作 - OLM
- アニメーションプロデューサー - 小板橋司
- 製作・著作 - レベルファイブ

### プロモーション番組
『イナズマウォーカー』は、本作の情報などを提供するレベルファイブ製作のプロモーション番組。ニコニコ生放送・YouTube Liveで2016年9月30日から2018年4月5日まで毎月1回配信された。MCは日野晃博（レベルファイブ代表取締役社長／CEO）、もーちゃん（レベルファイブ社員）。旧作のキャラクターが登場し、本作に繋がるストーリーを描くオリジナルアニメ『イナズマイレブン アウターコード』の放送や視聴者が本作の内容をニコニコ生放送内のアンケート機能を用いて投票により決定していくコーナー「アレスの天秤を決めるのは君だ！」、旧作のアニメのオーディオコメンタリーなど、様々な企画が展開された。2018年4月6日より『週刊イナズマウォーカー』としてリニューアル。

#### 主題歌（プロモーション番組）
「燃えてきたぜ！」
pugcat'sによるエンディングテーマ。作詞は高木真司、作曲・編曲は菊谷知樹による。

#### 配信リスト
| 回数   | サブタイトル                                 | 『アウターコード』放送話 | オーディオコメンタリー 放送話                                            | ゲスト                                                                          | 配信期日       |
| ------ | -------------------------------------------- | --- | ------------------------------------------------------------------------ | ------------------------------------------------------------------------------- | -------------- |
| Vol.0  | 新情報で盛り上がリーヨ！                     | | 第1話「サッカーやろうぜ！」                                              |                                                                                 | 2016年 9月30日 |
| Vol.1  | ついに新作アニメ始動！                       | Story 1「士郎とアツヤ」 | 第13話「決戦！帝国学園・後編!!」                                         | 野島裕史（豪炎寺修也 役） 古島清孝（角馬圭太 役）                               | 11月4日        |
| Vol.2  | 宇宙人が来ない日                             | Story 2「お日さま園の光と影」 | 第18話「砕け！無限の壁!!」                                               | 水島大宙（基山ヒロト 役）                                                       | 12月9日        |
| Vol.3  | ついにあいつが帰ってくる…！                  | Story 3「帝国学園の新監督」 | 第21話「激闘！木戸川清修!!」                                             | 田野めぐみ（壁山塀吾郎／佐久間次郎 役）                                         | 2017年 1月20日 |
| Vol.4  | ついに！ゲームとアニメの最新映像が！         | PV「フットボールフロンティア編」 | 第25話「最後の決戦！」                                                   | 中村心（ゲームドゥ代表取締） かまくらゆみ（アニメ監督） 村瀬歩（稲森明日人 役） | 3月24日        |
| Vol.5  | 僕は神様じゃない                             | Story 4「僕は、神様じゃない」 | 第26話「激突！神VS魔神!!」                                               | pugcat's（音楽ユニット） 三瓶由布子（亜風炉照美 役）                            | 5月13日        |
| Vol.6  | Kの食卓                                      | Story 5「Kの食卓」 |                                                                          |                                                                                 | 6月30日        |
| Vol.7  | つんつん祭り                                 | Story 6「つんつん祭り」 | GO第1話「雷門に吹く新しい風！」                                          | 8月19日                                                                         |                |
| Vol.8  | 3世代主人公集結！イナズマイレブン本格始動SP! | |                                                                          | 竹内順子（円堂守 役） 寺崎裕香（松風天馬 役） 村瀬歩（稲森明日人 役）           | 10月21日       |
| Vol.9  | 大復活祭発表SP!                              | | 11月25日                                                                 |                                                                                 |                |
| Vol.10 | イナズマイレブン クリエイターズ              | コノミアキラ（コスプレイヤー／ナパ・ラダーム 役） 髙原文彦（タカラトミー社員） 宮﨑杏奈（タカラトミー社員） 長野拓造（レベルファイブキャラクターデザイナー） | 2018年 3月10日                                                           |                                                                                 |                |
| Vol.11 | ついに明日から放送開始！爆熱前夜祭           | 『イナズマイレブン Reloaded』 | 木村良平（道成達巳 役） 長野拓造（レベルファイブキャラクターデザイナー） | 4月5日                                                                          |                |

### Webアニメ
『イナズマイレブン アウターコード』は、『イナズマウォーカー』内で2016年11月4日から2017年8月19日に配信された本編前日譚にあたるオリジナルWebアニメ。同番組内で配信後、1ヶ月後に公式サイトでも配信。日野によれば、本編を楽しんでもらうために過去のファンにパラレルワールドになった理由や経緯をフォローするための作品で、本編が始まる前に過去のファンをしっかり掘り起こしたいという思いがあり、メインストーリーでは描かれないような物語を作ってみようというコンセプトになっているという。そういったことから、気軽に観られるようにという理由でWeb配信となっている。

#### スタッフ（アウターコード）
- 総監督・原案・脚本 - 日野晃博
- キャラクターデザイン - 長野拓造
- 音楽 - 光田康典
- アートコンセプト - 荒川政子
- アニメーション制作 - OLM
- 監督 - かまくらゆみ
- キャラクターデザイン（アニメ作画） - 池田裕治
- 美術監督 - 高尾克己
- 背景 - 栗原優芽
- 撮影監督 - 山越康司
- 編集 - 高橋歩
- 製作・著作 - レベルファイブ

#### 各話リスト（アウターコード）
| 話数    | サブタイトル       | 絵コンテ     | 演出         | 作画監督        | 総作画監督   | 配信日         |
| ------- | ------------------ | ------------ | ------------ | --------------- | ------------ | -------------- |
| Story 1 | 士郎とアツヤ       | かまくらゆみ | かまくらゆみ | 三井麻未        | 池田裕治     | 2016年 11月4日 |
| Story 2 | お日さま園の光と影 | かまくらゆみ | かまくらゆみ | 池田裕治        | 池田裕治     | 12月9日        |
| Story 3 | 帝国学園の新監督   | かまくらゆみ | かまくらゆみ | 橋本千絵        | 日下部智津子 | 2017年 1月20日 |
| Story 4 | 僕は、神様じゃない | かまくらゆみ | かまくらゆみ | 齋藤香 立花希望 | 池田裕治     | 5月13日        |
| Story 5 | Kの食卓            | かまくらゆみ | 島崎奈々子   | 齋藤香 松浦仁美 | 池田裕治     | 6月30日        |
| Story 6 | つんつん祭り       | かまくらゆみ | 吉本穀       | 齋藤香 元廣和恵 | 池田裕治     | 8月19日        |

#### 漫画（アウターコード）
『イナズマイレブン アウターコード アンソロジー』のタイトルでマンガワンで2018年11月2日から12月6日まで連載された。原作／監修はレベルファイブ、漫画は赤佐たな、うみのまや、木梨はるか、桜井ゆの、桜庭ゆい、とりこぼ縞屋。オリジナル描き下ろし短編・イラストを収録した単行本が12月12日に発売された。
- レベルファイブ（原作／監修）・赤佐たな、うみのまや、カスカベアキラ、木梨はるか、桜井ゆの、桜庭ゆい、寺岡さこ、とりこぼ縞屋、三上骨丸（漫画）・カスカベアキラ（表紙）・COMTA、幸路（イラスト） 『イナズマイレブン アウターコード アンソロジー』 小学館〈裏少年サンデーコミックス〉
  1. 2018年12月17日発行（2018年12月12日発売[26]）、ISBN 9784091287502

## あらすじ
フットボールフロンティアでの雷門中優勝により、少年サッカーは日本中で人気を集めるようになる。やがてサッカーチーム運営の要件として、「スポンサード」と呼ばれる、大規模な資金を有するスポンサーが付かなくてはならなくなった。 
ゆえに、スポンサーの付かない学校は試合観戦における集客が見込めなくなり、資金不足によって廃部に追い込まれるようになっていった。 
孤島・伊那国島にある伊那国中のサッカー部にもその影響は及ぶこととなる。ある日、伊那国中校長の判断により廃部が決定し、サッカーグラウンドが撤去されることとなった。 
伊那国中2年生の稲森明日人は撤去を阻止しようとするが、簡単に解決できる話ではなかった。その代わりに校長が「本土にある雷門中へ転入し、フットボールフロンティアで1勝すればサッカーを続けられる」という話を勧める。 
故郷の島を離れることに戸惑うサッカー部の面々だったが、自分たちのサッカーを取り戻そうと決心して本土へと渡り、雷門中に転入。「フットボールフロンティアで1勝し、スポンサー獲得」を目指す。 
フットボールフロンティアに出場する明日人たちは新生・雷門中として予選1回戦で星章学園と対戦。星章学園1年生・灰崎凌兵は伊那国イレブンの秘めた実力に狂笑する。一方で客席から王帝月ノ宮中の2年生・野坂悠馬は伊那国イレブンのプレーを眺めていた。
明日人、灰崎、野坂。それぞれがサッカーにかける想いとは。 「てっぺん」を目指す少年たちの、熱き青春サッカードラマが幕を開けようとする。

## 登場人物
- 稲森明日人 - 村瀬歩[9]
- 灰崎凌兵 - 神谷浩史[9]
- 野坂悠馬 - 福山潤[9]
- 小僧丸サスケ - 梶裕貴[9]
- 剛陣鉄之助 - 武内駿輔[9]
- 海腹のりか - 茅野愛衣[9]
- 日和正勝 - 寺崎裕香[9]
- 奥入祐 - 花江夏樹[9]
- 道成達巳 - 木村良平[9]
- 万作雄一郎 - 櫻井孝宏[9]
- 岩戸高志 - 三宅健太[9]
- 氷浦貴利名 - 斉藤壮馬[9]
- 服部半太 - 戸松遥[9]
- 趙金雲 - 中村悠一[9]

## 用語
イレブンバンド
選手に義務づけられているバンドで、選手の運動量を測ったり、試合中に監督の指示を受けることができる。
タカラトミーから発売された実際の玩具は、LED液晶画面内蔵のリストバンドで時計機能や活動量計測（歩数計）としての機能があり、イレブンライセンスやタッチポイントやイレブンタッチやアーケードゲーム、貯めたポイントでゲームとの連動も可能。
イレブンライセンス
選手たちの持つIDカード。ロッカー、試合観戦のカードキーにもなっている。また登録された写真はプレカ（プレイヤーズカード）にも流用される。
タカラトミーから発売された実際の玩具は、NFCが搭載されており、イレブンバンドやタッチポイントやイレブンタッチ、ゲームやアーケードゲームとの連動が可能。また、トレーディングカードゲームのゲーム内でも使用が可能である。
スポンサード
サッカー人気のために新たに加えられた制度。それぞれの中学サッカー部には1つのスポンサーがついている。運営には膨大な資金が必要で、スポンサーがつくことで資金援助を受けている。スポンサーがつくと大規模な公式試合の管理、選手の練習や健康管理などを運営している。また、スポンサーがついていないとそのサッカー部は廃部になってしまう。
サッカー強化委員
スペインの優勝チームであるバルセロナ・オーブとの親善試合で敗北した旧雷門イレブンが、日本中のサッカーチームを強くするためにマネージャーも含め全国の中学校に派遣され指導する。派遣先は少年サッカー協会の候補を元に本人の希望を入れて決定している。全員違う学校へ派遣されているが、マネージャーは別枠となっている。所属チームの試合に出場することもできる。遠方に派遣された強化委員は学生寮か少年サッカー協会が用意したマンションに住んでいる。
フットボールフロンティア
少年サッカーの全国大会。前作の地区予選大会はトーナメント方式となっていたが、本作ではリーグ戦と変わっており、各ブロック16校に割り振られ、15校の内ランダムで6試合を行い、勝ち点が多い上位2位までが本戦トーナメントへ進出できる。勝ち数が同点だった場合、試合での得点数によって決まる。また、女子選手の参加も認められている。
本戦トーナメントは総勢32校が出場、2つのトーナメントブロックに分かれて試合が行われる。フットボールフロンティア大会規定として、スポンサーが必要、イレブンライセンス・イレブンバンドが用意される、条件が整えば大会中でも他チームへの編入が可能、対戦相手が棄権した場合でも不戦勝とはならない、部員が足りなくても参加申請が可能といったことが挙げられている。
アレスの天秤（アレスシステム）
月光エレクトロニクスが運営する新世代の人間を生み出す特殊なコンピュータを使用した教育プログラム。児童施設「英才こどもセンター」で幼少期からDNA分析によってその人物に一番合った教育を施し、優秀な人間を作り出すというプログラムだが、システムに背くと適合性が合わなくなる。また、試運転時点で感情を失う、使用される薬品で脳腫瘍を発症するといった人体を蝕む問題点がある。刑期が短くなる代わりにアレスに協力する「アレス更生プログラム」というものがある。
オーバーライド
必殺技を複合させることで新たな必殺技を生み出す。旧作に登場したシュートチェインと似ているが、シュートチェインとは違い、こちらはシュート技以外にも使える。
必殺タクティクス
チームのフォーメーションで行う戦術面の必殺技。

## 制作
| 原作                         | レベルファイブ                                             |
| 総監督／原案・シリーズ構成   | 日野晃博                                                   |
| 連載                         | 月刊コロコロコミック                                       |
| キャラクターデザイン原案     | 長野拓造                                                   |
| アートコンセプト             | 荒川政子                                                   |
| 必殺技絵コンテ               | 三村健人                                                   |
| キャラクターデザイン         | 池田裕治、中野繭子、井ノ上ユウ子                           |
| メインアニメーター           | 田中修司                                                   |
| 美術監督                     | 守安靖尚                                                   |
| 美術設定                     | 守安靖尚、深井亮太                                         |
| 色彩設計                     | 坂本いづみ                                                 |
| 撮影監督                     | 柚木脇達己                                                 |
| CGIディレクター              | 小出秀治                                                   |
| 編集                         | 渡辺直樹                                                   |
| 音響監督                     | 三好慶一郎、原口昇                                         |
| 音楽                         | 光田康典                                                   |
| チーフディレクター           | かまくらゆみ                                               |
| スーパーバイザー             | 川崎由紀夫、梶原清文、縄田正樹、沢辺伸政、和田誠、古市直彦 |
| プロデューサー               | 紅谷佳和（テレビ東京）、武田陽佑                           |
| プログラムマネージャー       | 丸茂礼（テレビ東京）、徳永睦（テレビ東京）                 |
| アニメーションプロデューサー | 河北学                                                     |
| アニメーション制作           | OLM TEAM KAWAKITA                                          |
| 製作                         | テレビ東京、電通、OLM                                      |

### 経緯
総監督・原案・シリーズ構成の日野晃博は、前作『イナズマイレブンGO ギャラクシー』が終わって1年後くらいから、復活のチャンスを狙っていたといい、新しいシリーズを作りたいと思ってプロットをずっと書き続けていた。
没企画の一つとして、「先輩選手の力を憑依させて戦う主人公の物語」で、「伝説のプレイヤーを憑依させて戦うものの、素の自分は弱い」というジレンマを抱える主人公のドラマを作っていた。理由として、新しくストーリーを作る際に「もはや雷門は最強」であることが一番ネックになったことや「弱っちいヤツが頑張って努力して強くなるところ」が『イナズマイレブン』シリーズの魅力であることから、何らかのリセットが必須だったといい、円堂たち雷門イレブンを魔王みたいな存在にして、打倒雷門で頑張る主人公たちの話にしていたという。あらすじと設定などを企画書にまとめてキャラクターデザインの長野拓造とキャラ設定を作っていく段階までされていたが、それだと往年のファンは新主人公側と円堂側にどちらに思いを注げばいいのか戸惑ってしまうことや「汗をかいて大きくなろうともがく少年たちの姿を描かないと『イナズマ』ではないぞ」と思い、それまで進んでいた企画を没にしたという。
過去作の主人公である円堂や天馬が相当なことをやり尽くしたことから次はどういったストーリーにするか定まらず、しばらく寝かせる形にしていた。しかし、当時ファンであった子供たちが成長し、レベルファイブに新しく入るスタッフが同シリーズのファンであったり同シリーズを作りたくて面接を受ける就活生が多くなり、同シリーズへの愛を語る新人スタッフの姿を見て、改めて『イナズマイレブン』というコンテンツのすごさを再認識したという。そんな中で2018年はFIFAワールドカップの開催年であることから、同シリーズを復活させるならこのタイミングがベストだと思ったという。
物語上、雷門中は名門校となっており、新しいメンバーでもう一度優勝を目指すという展開は燃えるのかが最大の悩みであった。雷門中以外の学校を主人公にするプロットも捉えていたが、あるタイミングで田舎の島に暮らす子供たちが雷門中に編入して新たなスタートを切るという本作の物語の柱を思いつき、コンセプトが決まってからはストーリーもどんどん思い浮かんだという。キャラクター作りは主人公たちが一番難航したといい、灰崎と野坂の2人は本作のおおまかな展開を決めてから新たに作ったという。伊那国・雷門中のメンバーは、プロットの段階で魅力的なキャラクターが出来上がっており、そこから流用したケースも多いという。

### キャラクターデザイン
旧作と比べてキャラクターの頭身が上がっているのが特徴的で、これは本作が大人っぽくシリアスなドラマが展開されることや、幅広い層に観てほしいという日野の判断であり、「特に野坂は、今回の頭身じゃないと表現するのが難しいと思います」と述べている。また、旧作のキャラクターの一部は、髪型がアレンジされている。
キャラクターデザインの長野拓造によれば、明日人のデザインは一番最初に考えて完成第1号となったキャラクターであったが、主人公ということで円堂や天馬を意識してしまったことから一番苦労したという。そっちに引っ張られたりなんとか離そうと試みたがやっぱり変だなと思ったりと試行錯誤の繰り返しであった。明日人次第で他の新キャラクターたちの調整具合が変わってくることから非常に難航したキャラクターであったという。円堂や天馬が主人公として完成されたイメージだったので、明日人は「これが主人公でいいのかな…」という気持ちがあった。主人公としてイメージが弱く、もうちょっと主人公として突き抜けたものが欲しかったというが、アニメで動く姿を観て「これでよかったのかも」と思い始めてるという。
灰崎は主人公がこんな表情をしていいのかというのと、鬼道の立ち位置と被ってしまうのではないかと懸念しており、前作のキャラクターに引っ張られすぎて調整を繰り返してたことからかなり悩んだという。また、鬼道がデザイン的にインパクトが強く、最初の強敵として見栄えしないんじゃないかと不安を感じていたという。その一方で表情や感情が想像しやすく、日野の指示も分かりやすかったことからしっくり来たキャラクターであるとも述べている。
野坂は灰崎と違って表情をなくしてほしいと言われたのが難しかったという。西蔭とのセット感が好きで対になる形で考えており、どちらも考えが読みにくいが西蔭の方は喋らせるタイプにしようとイメージを決めたらつくりやすかったという。

### 設定
旧作でエイリア学園として登場したキャラクターは永世学園として登場しており、故人となっていた吹雪アツヤや吉良ヒロトが生存している。日野によると、パラレルワールドにしたのは、これまでのファンに観たいと思えるものを作りたいと考えた一方で、新しく作るには『イナズマイレブン』を知らない子たちが観て分からないものにしたくなかったといい、両者が納得して面白いと思えるものをじっくりと考えた結果、パラレルワールドという設定にたどり着いたという。
各学校のサッカー部には、資金援助をするスポンサーがつく「スポンサード」という制度が採用されている。この設定のきっかけとして、『イナズマイレブン』の世界は、少年サッカーがすごい人気になったんだったら、さすがにスポンサーもあるんじゃないかと思ったといい、誰もが見たくなる娯楽だったら、それを宣伝媒体として使うのは当たり前なので、スポンサー制度はありだよねという話になった。キャラクターやチームの個性をより明確にするために作ったといい、選手たちのイメージをより膨らませる人格になっているという。また、ユニフォームの胸にスポンサーのロゴがプリントされることで、よりリアルなスポーツの雰囲気や臨場感が出せるようになる効果も狙っている。

## 主題歌
「てっぺんへダッシュ！」
pugcat'sによるオープニングテーマ。作詞は高木真司、作曲・編曲は菊谷知樹による。再放送版および第1話・第2話分割放送では第1話、第2話ともにオープニングは無し。第26話では挿入歌として使用。
歌詞にある「てっぺん目指そう」は、第21話以降とリンクするようになっている。
「恋する乙女は雨模様」
alomによるエンディングテーマ。作詞・作曲はつんく、編曲は菊谷知樹による。第26話では挿入歌として使用。
映像は日野のアイディアメモから長野がデザインを手がけ、それを元にOLMのアニメスタッフがイラストを仕上げてレベルファイブのCGチームが動かしている。
「立ち上がリーヨ（リローデッドVer.）」
pugcat'sによる第23話の挿入歌。作詞・作曲は山崎徹、編曲は菊谷知樹による。T-Pistonzの楽曲のカバーで、OVA『イナズマイレブン Reloaded』のオープニングテーマとしても使用されている。

## 各話リスト
各話サブタイトルや提供クレジットは、稲森明日人役の村瀬歩が読み上げる。
| 話数   | サブタイトル                   | 脚本       | 絵コンテ                | 演出       | 作画監督                                                                                    | 総作画監督            | 放送日        |
| ------ | ------------------------------ | ---------- | ----------------------- | ---------- | ------------------------------------------------------------------------------------------- | --------------------- | ------------- |
| 第1話  | 明日への船出                   | 日野晃博   | かまくらゆみ 島崎奈々子 | 島崎奈々子 | 森知鶴 立花希望                                                                             | 池田裕治              | 2018年 4月6日 |
| 第2話  | フィールドの悪魔               | 日野晃博   | 矢野博之                | 吉本毅     | 石井舞                                                                                      | 中野繭子              | 2018年 4月6日 |
| 第3話  | 謎の監督 趙金雲                | 加藤陽一   | 岩崎知子                | 佐々木純人 | 川島明子 関本美穂 中島美子                                                                  | 池田裕治 井ノ上ユウ子 | 4月20日       |
| 第4話  | 落とせるか！難攻不落の要塞     | 加藤陽一   | 博多正寿                | 博多正寿   | 湯川純 武内啓                                                                               | 中野繭子              | 4月27日       |
| 第5話  | 星章学園の闇                   | 日野晃博   | 宮崎なぎさ              | 近藤一英   | 石動仁 小宮山由美子 本多弘幸                                                                | 池田裕治              | 5月4日        |
| 第6話  | 炎のエースストライカー         | 大知慶一郎 | 清水聡                  | 吉本毅     | 森知鶴 横山隆                                                                               | 中野繭子              | 5月11日       |
| 第7話  | 見え始める光                   | 加藤陽一   | 矢野博之                | 岩月甚     | 石井舞 西川絵奈                                                                             | 井ノ上ユウ子          | 5月18日       |
| 第8話  | 監督のいない日                 | 加藤陽一   | 岩崎知子                | 佐々木純人 | 川島明子 関本美穂 油布京子                                                                  | 中野繭子              | 5月25日       |
| 第9話  | 総帥 影山零治の奇策            | 大知慶一郎 | 矢野博之                | 岩田義彦   | 湯川純 渡部由紀子                                                                           | 池田裕治              | 6月1日        |
| 第10話 | 激突！皇帝ペンギンVS北極グマ!! | 日野晃博   | 島崎奈々子              | 島崎奈々子 | 横山隆                                                                                      | 井ノ上ユウ子          | 6月8日        |
| 第11話 | 決戦前夜 明日人の決意          | 大知慶一郎 | 宮崎なぎさ              | 近藤一英   | 石動仁 小宮山由美子 本多弘幸                                                                | 池田裕治              | 6月15日       |
| 第12話 | 燃える灰崎                     | 加藤陽一   | 博多正寿                | 博多正寿   | 石井舞 森千鶴 酒井強至 [ 注 10 ]                                                            | 中野繭子              | 6月22日       |
| 第13話 | 壮絶！嵐の最終局面!!           | 日野晃博   | 清水聡                  | 吉本毅     | 渡部由紀子 服部憲知                                                                         | 井ノ上ユウ子          | 6月29日       |
| 第14話 | 月光のエンペラー               | 日野晃博   | 岩崎知子                | 佐藤和磨   | 金田栄二 藤優子                                                                             | 池田裕治              | 7月6日        |
| 第15話 | 皇帝の苦悩                     | 日野晃博   | 中川翔                  | 島崎奈々子 | 湯川純 宮田瑠美 服部憲知                                                                    | 中野繭子              | 7月13日       |
| 第16話 | 雪原のダブルプリンス           | 大知慶一郎 | 清水聡                  | 吉本毅     | 関本美穂 早乙女啓 酒井強至 武内啓 小宮山由美子 村田陽祐 ウィリアム・リー 田中修司 [ 注 10 ] | 井ノ上ユウ子          | 7月20日       |
| 第17話 | 爆裂！雪姫大作戦！             | 大知慶一郎 | 矢野博之                | イムガヒ   | 横山隆 齋藤香 酒井強至 村田陽祐 秋元勇一 井戸田あかね                                       | 池田裕治              | 7月27日       |
| 第18話 | お日さま園の夢                 | 加藤陽一   | 中川翔                  | 近藤一英   | 石動仁 小宮山由美子 Lee Sang jin Jung Chul Gyo                                              | 中野繭子              | 8月3日        |
| 第19話 | 究極の個人技                   | 加藤陽一   | 岩崎知子                | 吉本穀     | 渡部由紀子 森知鶴                                                                           | 井ノ上ユウ子          | 8月10日       |
| 第20話 | 必殺奥義、その名は…            | 大知慶一郎 | 博多正寿                | 博多正寿   | 石井舞 猿波聖加                                                                             | 池田裕治              | 8月17日       |
| 第21話 | バラバラのイレブン             | 加藤陽一   | 宮崎なぎさ              | 柳瀬雄之   | 服部憲之 酒井強至 Park Myong hwan Song Hyun ju Lee Kawan woo                                | 中野繭子              | 8月24日       |
| 第22話 | 伝説のキャプテン               | 日野晃博   | 中川翔                  | 山口頼房   | 金田栄二 二宮奈那子                                                                         | 井ノ上ユウ子          | 8月31日       |
| 第23話 | 伝説を乗り越えろ！             | 大知慶一郎 | 清水聡                  | 島崎奈々子 | 加藤壮 横山隆                                                                               | 池田裕治              | 9月7日        |
| 第24話 | 野坂の宣戦布告                 | 日野晃博   | 岩崎知子                | 近藤一英   | 石動仁 小宮山由美子 Lee Sang jin Jung Chul Gyo                                              | 中野繭子              | 9月14日       |
| 第25話 | 激突するサッカー!!             | 日野晃博   | 矢野博之                | 吉本穀     | 湯山純 元廣和恵 あべみゆき 酒井強至 宍戸久美子                                              | 池田裕治              | 9月21日       |
| 第26話 | てっぺんへダッシュ！           | 日野晃博   | 博多正寿 宮崎なぎさ     | 平向智子   | 服部憲之 早乙女啓 関本美穂                                                                  | 井ノ上ユウ子          | 9月28日       |

## 放送局
| 放送期間 | 放送時間                                        | 放送局             | 対象地域       | 備考                       |
| --- | ----------------------------------------------- | ------------------ | -------------- | -------------------------- |
| 2018年4月6日 - 9月28日                                                                                         | 金曜 17:55 - 18:25                              | テレビ東京         | 関東広域圏     | 製作局 / リピート放送あり  |
| |                                                 | テレビ北海道       | 北海道         |                            |
| |                                                 | テレビ愛知         | 愛知県         | リピート放送あり           |
| |                                                 | テレビ大阪         | 大阪府         | リピート放送あり           |
| |                                                 | テレビせとうち     | 岡山県・香川県 |                            |
| |                                                 | TVQ九州放送        | 福岡県         |                            |
| 2018年4月12日 - 10月4日                                                                                        | 木曜 17:00 - 17:30                              | BSテレ東           | 日本全域       | BS放送                     |
| 2018年4月22日 - 10月28日                                                                                       | 日曜 5:20 - 5:50                                | 新潟テレビ21       | 新潟県         | 以前のシリーズは県内未放送 |
| 2018年4月22日 - 11月4日                                                                                        | 日曜 5:30 - 6:00                                | 仙台放送           | 宮城県         | 前作は県内未放送           |
| |                                                 | テレビ静岡         | 静岡県         | 前作は県内未放送           |
| 2018年5月3日 - 10月25日                                                                                        | 木曜 17:30 - 18:00                              | テレビ和歌山       | 和歌山県       |                            |
| 2018年5月3日 - 9月20日 2018年9月28日 - 11月2日                                                                 | 木曜 19:25 - 19:53 金曜 3:30 - 4:00（木曜深夜） | 奈良テレビ         | 奈良県         |                            |
| 2018年5月6日 - 11月11日                                                                                        | 日曜 5:40 - 6:10                                | テレビ金沢         | 石川県         | 以前のシリーズは県内未放送 |
| | 日曜 5:50 - 6:20                                | 広島ホームテレビ   | 広島県         | 前作は県内未放送           |
| 2018年5月6日 - 10月28日                                                                                        | 日曜 6:00 - 6:30                                | 熊本放送           | 熊本県         | 以前のシリーズは県内未放送 |
| 2018年7月15日 - 2019年1月13日                                                                                  | 日曜 7:30 - 8:00                                | キッズステーション | 日本全域       | CS放送 / リピート放送あり  |
| テレビ東京系列の地上波6局・キッズステーションは字幕放送実施。テレビ東京系列の地上波6局のみ連動データ放送対応。 |                                                 |                    |                |                            |

| 配信期間                                        | 配信時間                                                    | 配信サイト |
| ----------------------------------------------- | ----------------------------------------------------------- | --- |
| 2018年4月6日 - 9月28日                          | 金曜 18:30 更新                                             | あにてれ |
| 2018年4月13日 - 8月10日 2018年8月15日 - 10月3日 | 金曜 12:00 更新（第18話まで） 水曜 12:00 更新（第19話以降） | Paravi バンダイチャンネル dアニメストア ひかりTV J:COMオンデマンド U-NEXT ニコニコ動画 [ 53 ] Amazonプライム・ビデオ TSUTAYA TV Rakuten TV DMM動画 ビデオマーケット dTV アニメ放題 |
| 2018年4月16日 - 10月8日                         | 月曜 12:00更新                                              | YouTube （コロコロチャンネル・タカラトミーチャンネル） |
| 2018年5月4日 - 8月17日 2018年8月22日 - 10月10日 | 土曜 12:00 更新（第18話まで） 水曜 12:00 更新（第19話以降） | GYAO! |
| 2019年2月14日 - 3月31日                         | 一挙配信                                                    | YouTube （テレビ東京公式YouTubeチャンネル） |
| 不明                                            | 不明                                                        | Google Play Netflix ふらっと動画 HAPPY動画 MOVIEFULL+ |

### 再放送
東名阪のみ放送。なお、初回1時間スペシャルで放送しなかったため、第2話のみ7日遅れの放送になったが、第3話以降は遅れが解消された。
| 放送期間               | 放送時間                     | 放送局     | 対象地域   | 備考   |
| ---------------------- | ---------------------------- | ---------- | ---------- | ------ |
| 2018年4月7日 - 9月29日 | 土曜 1:23 - 1:53（金曜深夜） | テレビ東京 | 関東広域圏 | 製作局 |
|                        | 土曜 2:05 - 2:35（金曜深夜） | テレビ愛知 | 愛知県     |        |
|                        | 土曜 2:10 - 2:40（金曜深夜） | テレビ大阪 | 大阪府     |        |

## BD / DVD BOX
| 巻 | 発売日         | 収録話          | 規格品番   | 規格品番   | 映像特典                                                                     |
| 巻 | 発売日         | 収録話          | BD         | DVD        | 映像特典                                                                     |
| -- | -------------- | --------------- | ---------- | ---------- | ---------------------------------------------------------------------------- |
| 1  | 2018年11月28日 | 第1話 - 第10話  | ZMAZ-12421 | ZMSZ-12431 | 『イナズマイレブン Reloaded』 『イナズマイレブン アウターコード』第1・2話 他 |
| 2  | 2019年1月30日  | 第11話 - 第18話 | ZMAZ-12422 | ZMSZ-12432 | 『イナズマイレブン アウターコード』第3・4話 他                               |
| 3  | 2019年3月27日  | 第19話 - 第26話 | ZMAZ-12423 | ZMSZ-12433 | 『イナズマイレブン アウターコード』第5・6話                                  |

## CD
| 発売日         | タイトル                                                                        | 規格品番     | 規格品番   |
| 発売日         | タイトル                                                                        | CD+DVD盤     | CD盤       |
| -------------- | ------------------------------------------------------------------------------- | ------------ | ---------- |
| 2018年6月20日  | てっぺんへダッシュ！                                                            | AVCD-55178/B | AVCD-55179 |
| 2018年6月20日  | 恋する乙女は雨模様                                                              | AVCD-55180/B | AVCD-55181 |
| 2018年12月12日 | イナズマ爆OPソングス                                                            | AVCD-55184/B | AVCD-55185 |
| 2018年12月12日 | イナズマ爆EDソングス                                                            | AVCD-55186/B | AVCD-55187 |
| 2019年12月25日 | イナズマイレブン アレスの天秤/オリオンの刻印 -ORIGINAL SOUNDTRACK & MUSIC BEST- |              | AVCD-55206 |

## Web番組
『週刊イナズマウォーカー』のタイトルでニコニコ生放送・YouTube Liveでテレビアニメ放送日に配信された。MCは日野晃博（レベルファイブ代表取締役社長／CEO）、もーちゃん（レベルファイブ社員）。公式ハッシュタグは「#イナズマイレブン」。当初は19:00配信であったが、5月25日配信分以降は22:30より配信。8月24日配信分はイベント『イナズマイレブンフェス2018＋日本代表発表会』の準備のため休止。
2018年6月23日・24日に『次世代ワールドホビーフェア '18 Summer』内で『出張イナズマウォーカー』が開催された。23日・24日両日のゲストは寺崎裕香（日和正勝 役）、23日のゲストは花江夏樹（奥入祐 役）、村瀬歩（稲森明日人 役）、24日のゲストはおおばあつし（漫画版作者）。

## 漫画
レベルファイブと小学館のクロスメディアプロジェクトで、『月刊コロコロコミック』は雷門の稲森明日人、『サンデーうぇぶり』は星章学園の灰崎凌兵、『マンガワン』は王帝月ノ宮の野坂悠馬がそれぞれ主人公となり、それぞれの物語が描かれる。小学館が、一つの作品を3媒体で並行連載するのは初めての試みになるという。マンガワンで連載予定であった野坂が主人公の漫画は2018年7月の時点では同年秋開始予定となっていたが、その後の情報がなく、現状が不明となっている。
イナズマイレブン アレスの天秤
作者はおおばあつし、原作・監修はレベルファイブ。『月刊コロコロコミック』2018年2月号から2019年10月号まで連載された。イナズマイレブン プロジェクト第1弾、コロコロミック40周年プロジェクト「4ヶ月連続 4HERO新連載!!」第1弾となる。
おおばによると、アニメには旧作のキャラクターが登場することから旧作からのファンに向けた作品でもあるが、本作は旧作を知らない現在の読者に向けて描かなくてはいけないことから、旧作のキャラクターの描き方には苦労したという。おおば自身も当時からファンであり、ファンの立場で旧作のキャラを描くとそのキャラを知らない読者にはどんなキャラなのか伝わらないと思ったといい、「円堂ってスゴいやつだけど、当然知ってるよね？」といった描き方が出来ないので、自分の視点を忘れてリセットするのは難しかったという。とりわけ帝国戦の話はものすごく揺れたところであったといい、「帝国の複雑な事情やキャラの魅力はわかってるんだけど、帝国を完全なヒール（悪役）にしないと物語が1話にまとまらない。コロコロで描く上で分かりやすい悪役像に徹してもらうなんとか収まった形です」と述べている。また、単行本で明日人が不動たちにセリフを伝えるシーンを加筆しようかと悩んだが、尺の都合とヒール感が薄まるという理由で入れることが出来なかったという。
- おおばあつし（著者）・レベルファイブ（原作・監修） 『イナズマイレブン アレスの天秤』 小学館〈コロコロコミックス スペシャル〉、全4巻
  1. 2018年6月27日発行（2018年6月22日発売[65]）、ISBN 9784091427502
  2. 2018年10月30日発行（2018年10月25日発売[66]）、ISBN 9784091428080
  3. 2019年4月2日発行（2019年3月28日発売[67]）、ISBN 9784091428950
  4. 2019年11月2日発行（2019年10月28日発売[68]）、ISBN 9784091430908

イナズマイレブン〜ペンギンを継ぐ者〜
作者はやぶのてんや、原作・監修はレベルファイブ。サンデーうぇぶりで2018年4月7日から12月22日まで連載された。略称は「イナペン」。
やぶのが最初に企画書を貰ったときは『灰崎君と鬼道さん』というサブタイトルで、内容はキャラコメディで本作の番外編に近い感じであり、そこから日野と会議して今の形にまとまった。少年誌とも文法が違っており、最初はコロコロのノリが抜けずに「ツッコミはいらないから！」と言われたという。担当編集曰く「ツッコミがいないけど、やってることはちょっとシュールで面白い」といい、やぶの自身も読者層が上であることから、そういった作風でもいけるのではないかと自分でもびっくりするくらいに冒険しているという。テレビアニメと同時に始まったことから、新キャラである灰崎や星章メンバーの動かし方が難しく、動かしやすい鬼道には話作りでお世話になったという。
- やぶのてんや（著者）・レベルファイブ（原作・監修） 『イナズマイレブン〜ペンギンを継ぐ者〜』 小学館〈サンデーうぇぶりコミックス〉、全3巻
  1. 2018年8月29日発行（2018年8月24日発売[74]）、ISBN 9784091286109
    - 限定カード&DVD付き特装版[75]、ISBN 9784099430269

  2. 2018年12月17日発行（2018年12月12日発売[76]）、ISBN 9784091287496
  3. 2019年2月17日発行（2019年2月12日発売[77]）、ISBN 9784091288509

イナズマイレブン アレスの天秤 4コマ&クイズクラブ
作者は杉谷和彦、原作・監修はレベルファイブ。『コロコロイチバン!』2018年6月号から2019年6月号まで連載された。作者の杉谷が、2019年4月の時点で単行本化の目処が立たないことを自身のTwitterで明かしている。

## 小説
『小説 イナズマイレブン アレスの天秤』のタイトルで小学館ジュニア文庫より2018年5月30日から10月26日まで発売。作者は江橋よしのり、総監督／原案・シリーズ構成は日野晃博、原作はレベルファイブ。内容はテレビアニメ版のノベライズ。
- 江橋よしのり（著者）・日野晃博（総監督／原案・シリーズ構成）・レベルファイブ（原作） 『小説 イナズマイレブン アレスの天秤』 小学館〈小学館ジュニア文庫〉、全4巻
  1. 2018年6月4日発行（2018年5月30日発売[79]）、ISBN 9784092312333
  2. 2018年8月1日発行（2018年7月27日発売[80]）、ISBN 9784092312470
  3. 2018年8月29日発行（2018年8月24日発売[81]）、ISBN 9784092312593
  4. 2018年10月31日発行（2018年10月26日発売[82]）、ISBN 9784092312661

## トレーディングカードゲーム
イレブンプレカ
タカラトミーから発売されているトレーディングカードゲーム。
- スターターデッキ 
  - 雷門Ver. - 2018年4月13日発売
  - 星章学園Ver. - 2018年4月13日発売
  - 王帝月ノ宮 & 帝国学園 Ver. - 2018年6月14日発売
  - イナズマジャパン DXデッキセット - 2018年9月14日発売
  - イナズマジャパン超次元集結セット 極Ver. - 2018年12月27日発売
  - イナズマジャパン超次元集結セット 絆Ver. - 2018年12月27日発売
  - 10VS10バトルパック - 2019年2月14日発売

- 拡張パック
  - アレスの天秤編 第1弾 - 2018年4月18日発売
  - アレスの天秤編 第2弾 - 2018年6月14日発売
  - アレスの天秤編 第3弾 - 2018年8月9日発売
  - オリオンの刻印編 第1弾 - 2018年11月14日発売
  - オリオンの刻印編 第2弾 - 2019年2月14日発売
  - オリオンの刻印編 第3弾 - 2019年6月15日発売

## アーケードゲーム
イナズマイレブンAC ドリームバトル
タカラトミーアーツより2018年9月27日から2019年7月17日まで稼働されたトレーディングカードアーケードゲーム。2019年1月31日より2人対戦モードによるプレイが搭載。3月28日より選手交代を持つカードで選手交代が出来る機能が搭載。7月18日より『イナズマイレブンAC オールスターズ』としてリニューアル。
- リリース
  - 2018年9月27日[29]、第0弾
  - 2018年11月29日[87]、第1弾
  - 2019年1月31日[88]、第2弾
  - 2019年3月28日[89]、第3弾
  - 2019年5月23日[90]、第4弾
- コラボレーション
  - ケシカスくん - 第4弾の対戦チームにケシカスくんカップが開放された[91][92]。

イナズマイレブンAC オールスターズ
『イナズマイレブンAC ドリームバトル』がリニューアルし、タカラトミーアーツより2019年7月18日から稼働されているトレーディングカードアーケードゲーム。7月16日の第5弾をもって最終稼動弾となり、公式LINEとランキングのサービスも9月末で終了した。
- リリース
  - 2019年7月18日[94]、第1弾
  - 2019年9月19日[95]、第2弾
  - 2019年12月19日[96]、第3弾
  - 2020年3月19日[97]、第4弾
  - 2020年7月16日、第5弾
- コラボレーション
  - 名探偵コナン - 第1弾に江戸川コナンの衣装を着た明日人のカードが登場[98][99]。
  - デュエル・マスターズ - 『月刊コロコロコミック』2019年10月号の付録に切札ジョーのカードが付属[95][100]。第2・3弾の対戦チームにデュエル・マスターズ!!カップが10月17日から開放された[101]。
  - ケシカスくん - 第3弾にケシカスくんのカードが登場CITEREF月刊コロコロコミック12月号2019。ケシカスくんカップが2020年3月18日まで開催された[96]。
  - にゃんこ大戦争 - 第4弾の対戦チームににゃんこ大戦争カップが7月15日まで開放された[102][注 14]。

## アプリケーション
イレブンタッチ
タカラトミーから配信された玩具連動アプリ。Android版は2018年7月6日、iOS版は7月20日にリリースされた。2020年5月をもってサービス終了。
イレブンライセンスやイレブンバンドを読み込んで登録できる「ライセンスコレクション」、ライセンスをバンドに登録できる機能や、アプリ内で読み込んだライセンスの素材を使ってオリジナルの壁紙が作れる「ライセンスメーカー」といった機能がある。また、一部のライセンスは読み込むことで新規収録の限定ボイスが聞くことが出来る。

## Web動画
稲森 明日人のサッカー教室
YouTubeで配信されているSOLTILO FAMILIA SOCCER SCHOOL監修による明日人解説の初心者向けサッカー講座。
- シュート入門編：2018年8月10日

## 舞台
『『イナズマイレブン アレスの天秤』THE STAGE〜疾風迅雷〜』のタイトルで2020年5月1日から5月31日までMixalive TOKYO Theater Mixaで公演予定だったが、新型コロナウイルス感染症の感染拡大に伴い、公演中止となった。Mixalive TOKYO Theater Mixaで行われるこけら落とし公演3演目の一つとなる予定だった。略称は「イナステ」。脚本・演出は三浦香が、スーパーリベロとして加古臨王、河合龍之介、瀬戸祐介、和久井大城がそれぞれ担当・出演予定だった。

## コラボレーション
『妖怪ウォッチ ぷにぷに』において、2018年7月1日から7月16日までコラボイベントを実施。稲森明日人、灰崎凌兵、小僧丸サスケ、海腹のりか、氷浦貴利名。水神矢成龍が登場した。また、10月16日から10月31日まで実施された同作の3周年を記念したイベント『3周年記念イベント〜レベルファイブオールスターズ〜』では、本作から野坂悠馬が登場した。

## 関連書籍
- イナズマイレブン アレスの天秤 公式ワールドガイド（2018年4月7日発売[112]、小学館）